# Godfrey Kneller
Godfrey Kneller, originàriament Gottfried Kniller, (Lübeck, 1646 - Londres, 1723) fou un pintor, dibuixant, aquarel·lista i miniaturista nascut al Sacre Imperi Romanogermànic i establert a la capital anglesa, el qual es convertí en el retratista barroc més important d'Anglaterra durant el final del segle xvii i principi del xviii.

## Biografia

### Primers anys i formació
Fill de Zacharias Kniller (1611-1675), un pintor de retrats, Godfrey Kneller va néixer a la Ciutat Lliure de Lübeck (Sacre Imperi Romanogermànic). En comptes de seguir la carrera militar a la que estava predestinat, va optar per estudiar matemàtiques a la Universitat de Leiden a les Set Províncies Unides dels Països Baixos. Més tard, el seu interès es va tornar cap a l'art i se'n va anar a Amsterdam a estudiar amb Ferdinand Bol (un deixeble de Rembrandt van Rijn) i més endavant, juntament amb el seu germà Johann Zacharias Kneller, a Itàlia (1672, Roma i Venècia) amb Carlo Maratta i Gian Lorenzo Bernini, abans de tornar a Lübeck (1675) i, finalment, traslladar-se a Anglaterra l'any 1676.
La seua pintura més antiga prové d'aquesta època: un retrat de Johann Philipp von Schönborn (1605-1673), llavors arquebisbe i elector de Magúncia, la qual va fer el 1666.

### Arribada a Londres

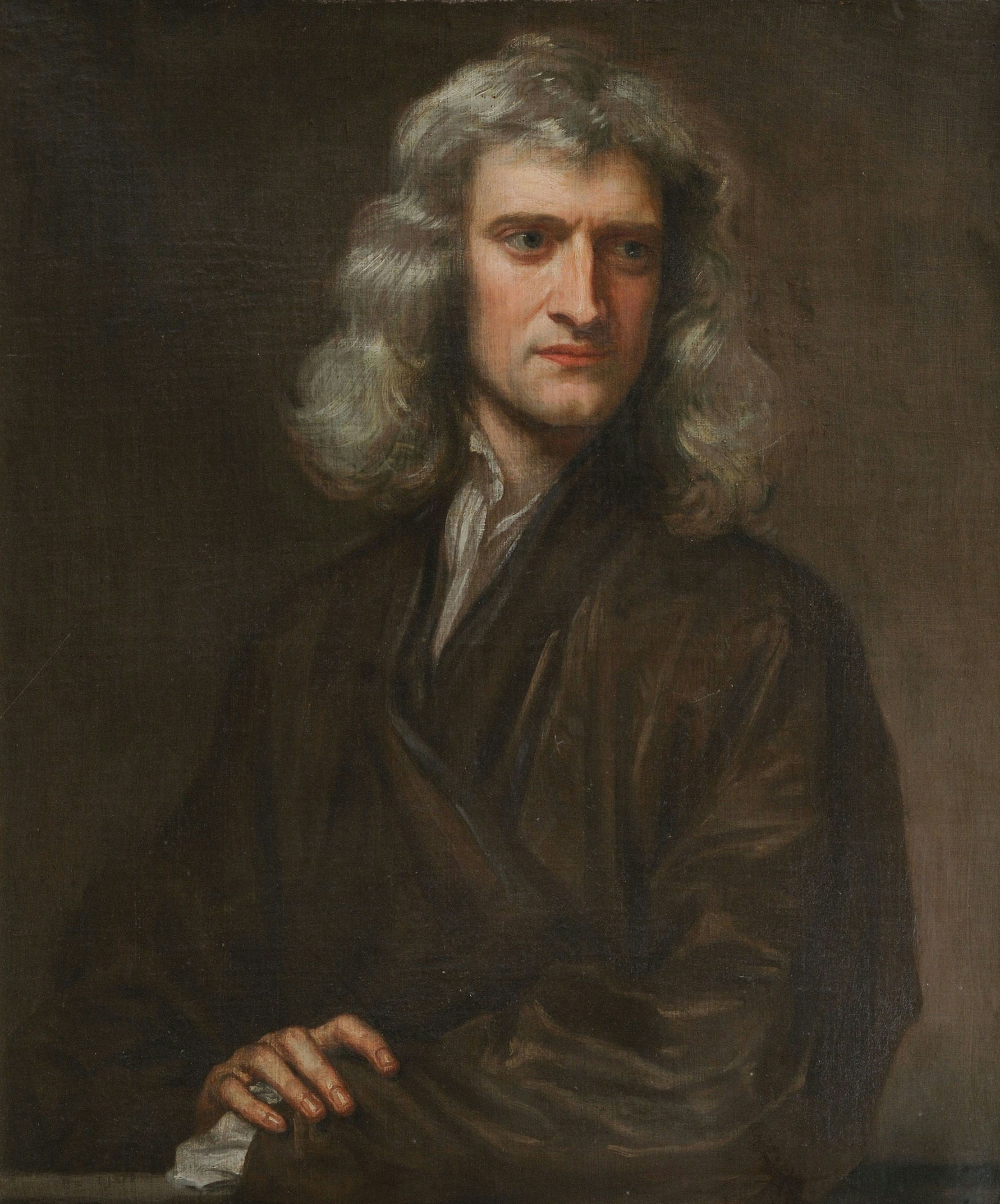
Retrat d'Isaac Newton per Godfrey Kneller (1689)

Després d'acabar la seua formació, Kneller i el seu germà van viatjar a Anglaterra on, gràcies al mecenatge del duc de Monmouth, va treballar com a pintor de la cort per a diversos reis anglesos. El seu primer quadre pintat a la capital britànica fou un retrat del comerciant John Banckes (1637-1710) el 1676, el qual es conserva actualment al Tate Britain de Londres. Altres encàrrecs per pintar retrats li van arribar amb rapidesa, incloent-hi un del rei Carles II el 1678. L'oportuna mort dels seus rivals més seriosos (especialment la de Peter Lely el 1680) i la seua arrogant autosuficiència li van permetre esdevindre el pintor principal de la cort i de l'alta societat angleses cap al principi del regnat de Jaume II (1685). Abans, el 1684, el rei Carles II el va fer enviar a París per a pintar el retrat de Lluís XIV de França. La bona posició de Kneller es va perllongar durant la mort de Carles II, el regnat de Jaume II (del 1685 fins a 1688), l'esclat de la Revolució Gloriosa del 1688 i l'ascensió al tron de Guillem III i la seua muller Maria II (1689-1702). Fou nomenat primer pintor del rei juntament amb John Riley en accedir Guillem III i Maria II al tron el 1689 (i es va convertir en l'únic portador d'aquest càrrec en morir Riley el 1691), cavaller (sir) el 1692 i baronet el 1715. A més, també fou guardonat el 1695 amb un títol honorífic de Doctor en Dret per la Universitat d'Oxford i nomenat Cavaller de l'Imperi Romà el 1700, la qual cosa demostra la seua fama per tot Europa.
Va pintar diverses sèries d'obres, com les anomenades Belleses de Windsor (una sèrie de retrats de dones aristòcrates) i catorze retrats d'almiralls per encàrrec de la reina Anna (1665-1714, la germana menor de la reina Maria) després de la seua ascensió al tron el 1702. El 1704 Kneller es va casar amb la vídua Susanna Grave i no van tindre mai fills.

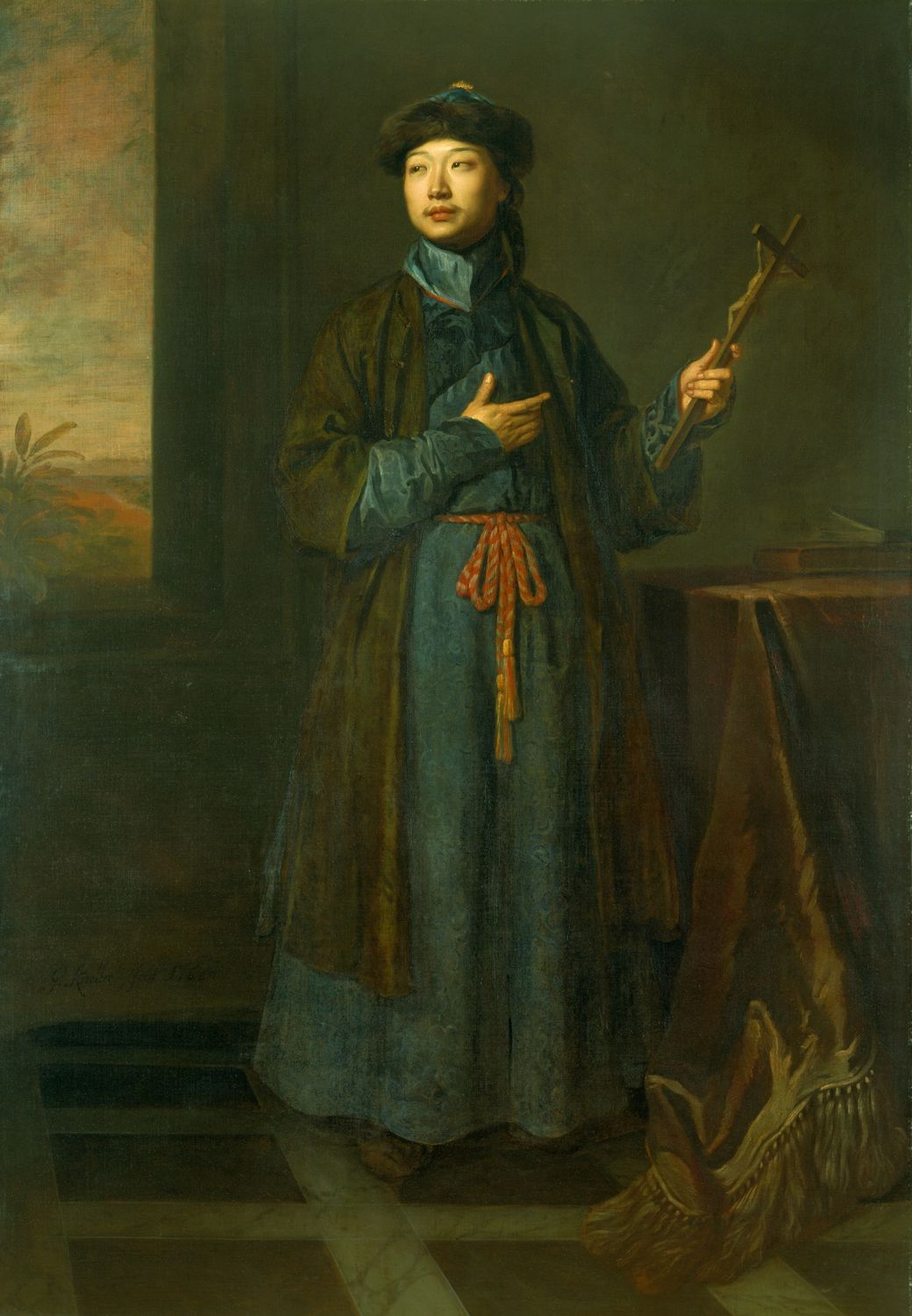
El convers xinès (1687, Palau de Kensington, Londres)

El 1711 (i fins al 1716) es va convertir en director de la primera acadèmia de pintura i dibuix a Anglaterra a Great Queen Street (Londres), càrrec en el qual el va succeir James Thornhill. Kneller va crear un estudi taller a Londres amb un ampli equip d'ajudants especialistes, molts dels quals eren estrangers (sobretot flamencs i italians), organitzats per a produir massivament retrats segons els dictats de la moda. Els models només havien de posar per al dibuix dels rostres i els detalls es desenvolupaven a partir de fórmules d'eficàcia demostrada (diuen que, de vegades, havia arribat a emprar fins a catorze models en un dia). Els retrats que l'estudi produïa habitualment d'aquesta manera eren falaguers i mecànics (les enormes perruques aleshores de moda creaven una gran monotonia en els quadres masculins), però Kneller era capaç de fer quadres d'una qualitat molt més gran quan tenia models que el motivaven especialment: exemples excel·lents en són El convers xinès (1687, Palau de Kensington, Londres) i El prior Matthew (1700, Trinity College, Cambridge). Molts altres exemples de la seua obra, entre els quals hi ha els retrats del Kit-Cat Club, es troben a la National Portrait Gallery de Londres.
Va morir el 19 d'octubre del 1723 a causa d'unes febres a la seua casa de Great Queen Street i amb, potser, centenars d'obres sense acabar al seu estudi. Fou enterrat a l'església de St. Mary's (Twickenham, Gran Londres), on havia estat treballant com a coadjutor de les obres de reconstrucció de la nau central, del segle xiv, que es va esfondrar el 1713. Un monument a la seua memòria fou erigit a l'abadia de Westminster el 1730.

## Estil

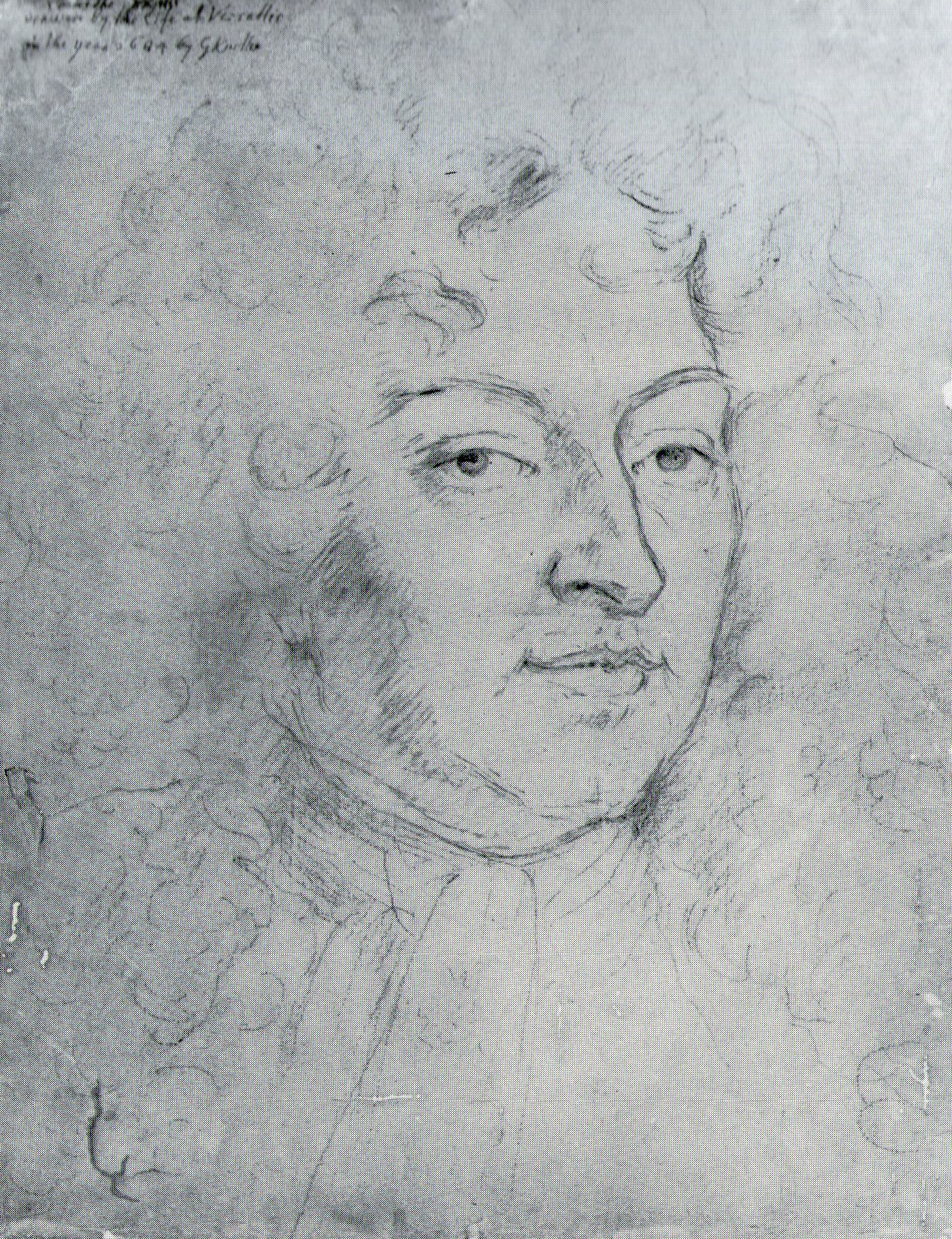
Retrat de Lluís XIV (1684, Castell de Windsor)

El seu estil grandiós i elegant (tot i que menys elegant i més directe que el de Peter Lely), i el seu colorisme refinat li van fer guanyar l'èxit en els ambients aristocràtics (Sir Christopher Wren, El comte de Romney), però la influència de la seua massiva obra va ésser opressiva. Fou el darrer pintor estranger que va dominar la pintura anglesa, però va caldre que arribessin un William Hogarth o un Joshua Reynolds per a trencar les convencions que va popularitzar.
A banda dels britànics, Kneller va pintar també a altres deu monarques europeus (com ara, Lluís XIV de França), així com a altres personalitats cèlebres del moment. La prolífica producció de Kneller es pot considerar tècnicament competent, tot i que li manca inspiració i originalitat, ja que es limitava a satisfer els requisits dels seus benefactors, amb unes disposicions aduladores i elegants, les quals eren les adequades als convencionalismes i gustos del moment. Li són atribuïdes unes 870 pintures i en l'actualitat és una de les estrelles de la col·lecció de pintura britànica de la Tate Gallery de Londres.

## Obres destacades
- Un vell erudit (pintura a l'oli, 110 × 97 cm, col·lecció privada)[11]
- Portrait of Sir Robert Southwell in a Brown Robe (pintura a l'oli, 102 × 126 cm, col·lecció privada)[1]
- Retrat de Joane, muller d'Arthur Ayshford (pintura a l'oli, 102 × 125 cm, col. privada)[1]
- Retrat de Frances Jennings, duquessa de Tyrconnell (pintura a l'oli, 101 × 126 cm, col. privada)[1]
- Retrat de Lionel Sackville, 1st Duke of Dorset (pintura a l'oli, 89 × 105'5 cm, col. privada)[1]
- Retrat d'un cavaller (pintura a l'oli, 101 × 124 cm, col. privada)[1]
- Edward i Lady Mary Howard (pintura a l'oli, Dulwich Picture Gallery, Gran Londres)[11]
- Patrick Hume, 1st Earl of Marchmont (28'60 × 23'80 cm, Scottish National Portrait Gallery, Edimburg)[16]
- Cap de noi (9'20 × 7 cm, Scottish National Portrait Gallery, Edimburg)[16]
- Sir Richard Blackmore, d. 1729. Physician and poet (32 × 26'70 cm, Scottish National Portrait Gallery, Edimburg)[16]
- Queen Anne, 1665-1714. Reigned 1702-1714 (as Princess of Denmark) (gravat sobre paper, 27'60 × 17'80 cm, Scottish National Portrait Gallery, Edimburg)[16]
- William Douglas, 3r Duc de Hamilton, 1634-1694. Estadista (circa 1661, oli sobre llenç, 128'60 x 103'80 cm, Scottish National Portrait Gallery, Edimburg)[16]
- Henrietta Baillie, wife of General William Erskine of Torrie (1691-1754) (circa 1661, oli sobre llenç, 127 × 101'60 cm, Scottish National Portrait Gallery, Edimburg)[16]
- Sant Jeroni (?) (1672, 13'20 × 8'90 cm, tinta marró i sanguina sobre paper, Scottish National Portrait Gallery, Edimburg)[16]
- Elies i l'àngel (1672, pintura a l'oli sobre llenç, 1765 × 1486 mm, Tate, Londres)[17]
- Portrait of John Banckes (1676, pintura a l'oli sobre llenç, 1372 × 1016 mm, Tate, Londres)[17]
- Retrat de Pyotr Potemkin (1682, pintura a l'oli, 135 × 104 cm, l'Ermitage, Sant Petersburg)[11]
- Lord Charles Murray, 1st Earl of Dunmore, 1661-1710. Soldier (1683, oli sobre llenç, 127'30 × 102 cm, Scottish National Portrait Gallery, Edimburg)[16]
- James II (1633-1701) when Duke of York (1683-1685, oli sobre llenç, 75'1 x 63'6 x 2'4 cm, Royal Collection, el Regne Unit)[18]
- Jaume II d'Anglaterra i VII d'Escòcia (circa 1685, gravat, Scottish National Portrait Gallery, Edimburg)[16]
- Philip, 4th Lord Wharton (1685, pintura a l'oli sobre llenç, 2286 × 1448 mm, Tate, Londres)[17]
- El convers xinès (1687, pintura a l'oli, 212'1 × 132 cm, Palau de Kensington, Londres)[11]
- Retrat de mig cos de Jaume II d'Anglaterra i VII d'Escòcia (circa 1688, 45'70 × 38'10 cm, manera negra, Scottish National Portrait Gallery, Edimburg)[16]
- John Drummond, 1st Earl of Melfort, 1649-1714. Secretary of State for Scotland and Jacobite (1688, 0li sobre llenç, 243'70 × 147'20 cm, Scottish National Portrait Gallery, Edimburg)[16]
- Samuel Pepys (1689, 63'5 × 76 cm, Museu Marítim de Greenwich, Londres)[19]
- William III, 1650-1702 (revers: Mary II, 1662-1694) (circa 1690, oli sobre coure a doble cara, 7'70 cm d'altura, Scottish National Portrait Gallery, Edimburg)[16]
- L'escultor Grinling Gibbons (1690, pintura a l'oli, Museu Marítim de Greenwich, Londres)[19]
- Mary II (1690, oli sobre llenç, 223'2 × 148'8 × 3'4 cm, Castell de Windsor)[18]
- William III (1650-1702) (1690, 243'8 × 147'7 × 3'4 cm, oli sobre llenç, Castell de Windsor, Royal Collection, el Regne Unit)[18]
- Margaret Cecil, Countess of Ranelagh (1690-1691, oli sobre llenç, 232'9 × 143'6 cm, Palau de Hampton Court, Gran Londres)[18]
- Frances Whitmore, Lady Middleton (1690-1691, oli sobre llenç, 233'7 × 143 cm, Palau de Hampton Court, Gran Londres)[18]
- Carey Fraser, Countess of Peterborough (1690-1691, oli sobre llenç, 233 × 143'7 cm, Palau de Hampton Court, Gran Londres)[18]
- Mary Bentinck, Countess of Essex (1690-1691, oli sobre llenç, 232'8 × 112 cm, Palau de Hampton Court, Gran Londres)[18]
- Isabella Bennett, Duchess of Grafton (1690-1691, oli sobre llenç, 233'1 × 143'8 cm, Palau de Hampton Court, Gran Londres)[18]
- Mary Compton, Countess of Dorset (1690-1691, oli sobre llenç, 232'7 × 143'9 cm, Palau de Hampton Court, Gran Londres)[18]
- William, Duke of Gloucester, when a Child (circa 1691, oli sobre llenç, 148'5 × 101'8 cm, Hillsborough Castle, comtat de Down, Irlanda del Nord)[18]
- Diana De Vere, Duchess of St. Albans (1691, oli sobre llenç, 233'6 × 115 cm, Palau de Hampton Court, Gran Londres)[18]
- Mary Scrope, later Mrs Pitt (1691, oli sobre llenç, 232'3 × 143'4 cm, Palau de Hampton Court, Gran Londres)[18]
- Admiral Edward Russell, 1st Earl of Orford (1693, 148'5 × 239 cm, Museu Marítim de Greenwich, Londres)[19]
- The First Marquess of Tweeddale (1695, pintura a l'oli, 749 × 635 mm, Tate, Londres)[17]
- John Smith, el gravador (1696, pintura a l'oli, 758 × 630 mm, Tate, Londres)[17]
- Retrat de John Locke (1697, 76 × 64 cm, l'Ermitage, Sant Petersburg)[20]
- Anthony Henley (abans del 1694, dibuix a llapis negre sobre paper verjurat de color marró, 33'4 × 24 cm, Ailsa Mellon Bruce Fund.)[21]
- William III (1650-1702) in Garter Robes (circa 1695-1700, 91'4 × 66 cm, Royal Collection, el Regne Unit)[18]
- Cornelis de Bruijn (1652-1727), dibuixant i viatger (1695-1700, oli sobre llenç, 70'5 cm × 59 cm)[22]
- Retrat de Pere I (1697-1698, 43'9 × 30'5 cm, l'Ermitage, Sant Petersburg)[20]
- William, Duke of Gloucester (1689-1700) (1699, oli sobre llenç, 76 × 64 cm, Royal Collection, el Regne Unit)[18]
- Portrait of a Woman, Called Maria Taylor Byrd (1700, 101'6 × 125'7 cm, Metropolitan Museum of Art, Nova York)[19]
- Vicealmirall John Benbow (1701, pintura a l'oli, 101'5 × 127 cm, Museu Marítim de Greenwich, Londres)[19]
- Guillem III (1650-1702) a cavall (1701, oli sobre llenç, 444 × 424'8 cm, Royal Collection, el Regne Unit)[18]
- Queen Anne (circa 1702-1704, oli sobre llenç, 76'1 × 63'8 cm, Palau de Kensington, Londres)[18]
- Holy Roman Emperor Charles VI (1685-1740), when Archduke Charles (circa 1704-1705, oli sobre llenç, 239'5 x 148'2 cm, Royal Collection, el Regne Unit)[18]
- George, Prince of Denmark (1704, 153'5 × 246'5 cm, Museu Marítim de Greenwich, Londres)[19]
- John First Duke of Marlborough (1705, 218'4 × 231 cm, Palau de Blenheim, Woodstock, Anglaterra)[19]
- John Smith, President de la Cambra dels Comuns (circa 1707-1708, 2205 × 1565 mm, Tate, Londres)[17][23]
- Portrait of a Gentleman, with a Siege Beyond (1709, pintura a l'oli, 126 × 102 cm, col·lecció privada)[11]
- James Brydges i la seva família (1713, oli sobre llenç, 149'4 × 181'2 cm, National Gallery of Canada, Ottawa)[24]
- A Lady (circa 1715, 327 × 241 mm, Tate, Londres)[17]
- Henry Wise (circa 1715, oli sobre llenç, 75'6 x 63'1 cm, Palau de Hampton Court, Gran Londres)[18]
- Mehemet (1715, oli sobre llenç, 91 × 71'6 cm, Royal Collection, el Regne Unit)[18]
- George II (1683-1760) when Prince of Wales (1716, oli sobre llenç, 239'2 × 147'7 cm, Castell de Windsor)[18]
- Queen Caroline of Ansbach (1683-1737), when Princess of Wales (1716, pintura a l'oli, 240 × 141'6 cm, Royal Collection, el Regne Unit)[18]
- Admiral James Berkeley, 3rd Earl of Berkeley (1720, 101'3 × 127 cm, Museu Marítim de Greenwich, Londres)[19]
- George Byng, 1st Viscount Torrington (circa 1720, oli sobre llenç, 76'2 x 63'3 cm, Palau de Kensington, Londres)[18]
- La família Harvey (1721, pintura a l'oli, 2348 × 2838 mm, Tate, Londres)[17]

## Galeria d'imatges

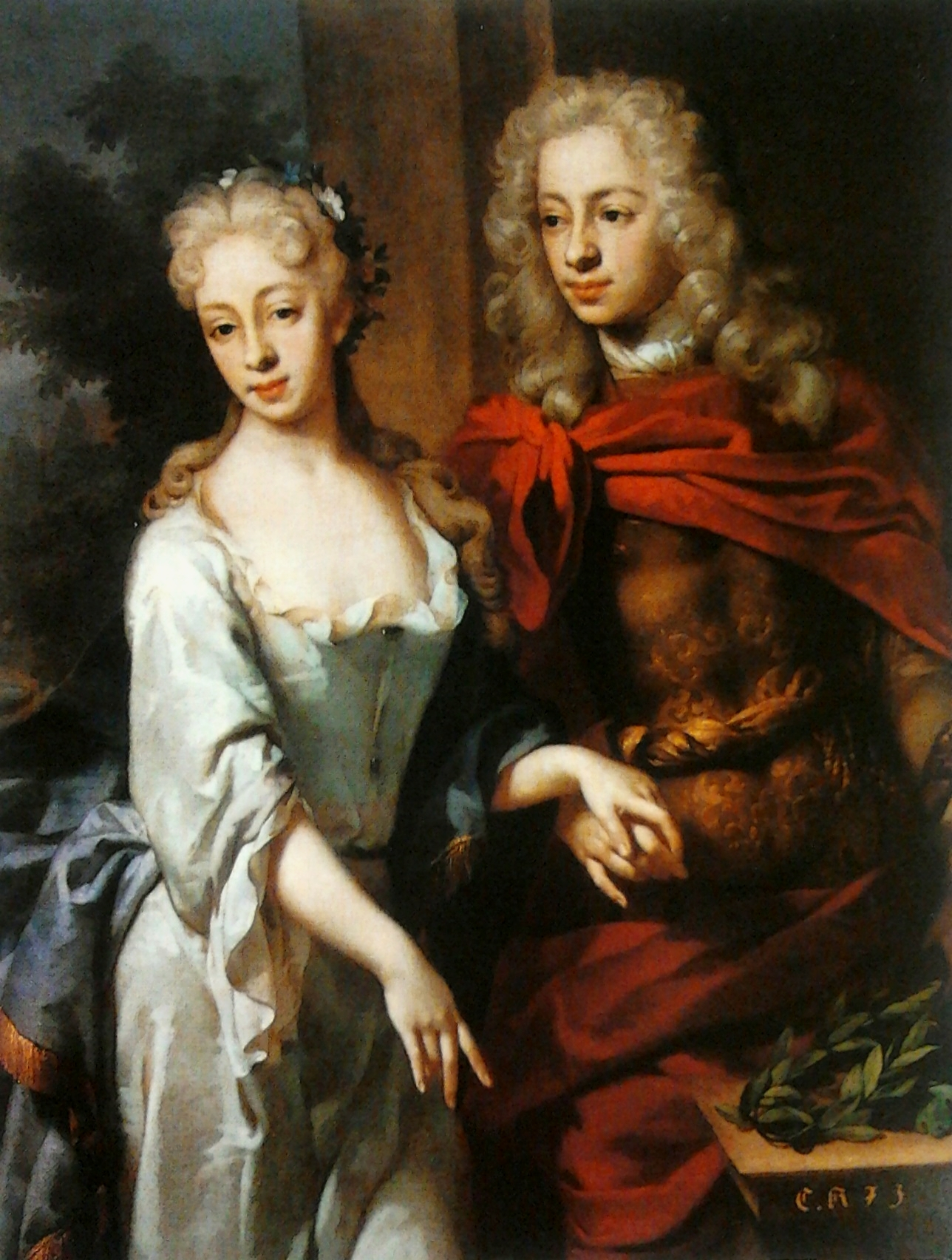
Retrat d'una parella (1673, oli sobre tela, Galeria Porczyński, Varsòvia, Polònia)
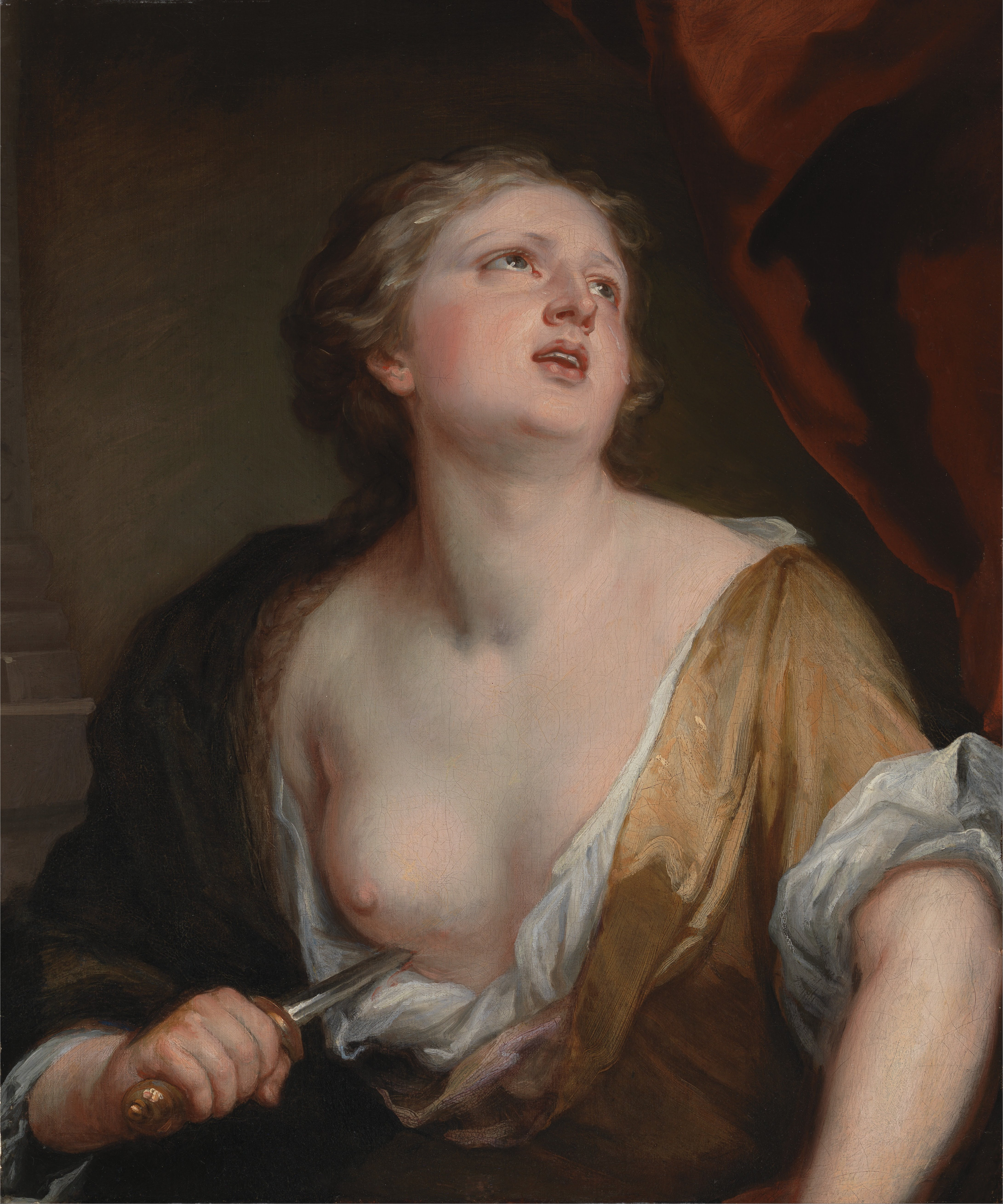
Lucrècia (1672-1675, oli sobre tela, Yale Center for British Art, New Haven, Connecticut)
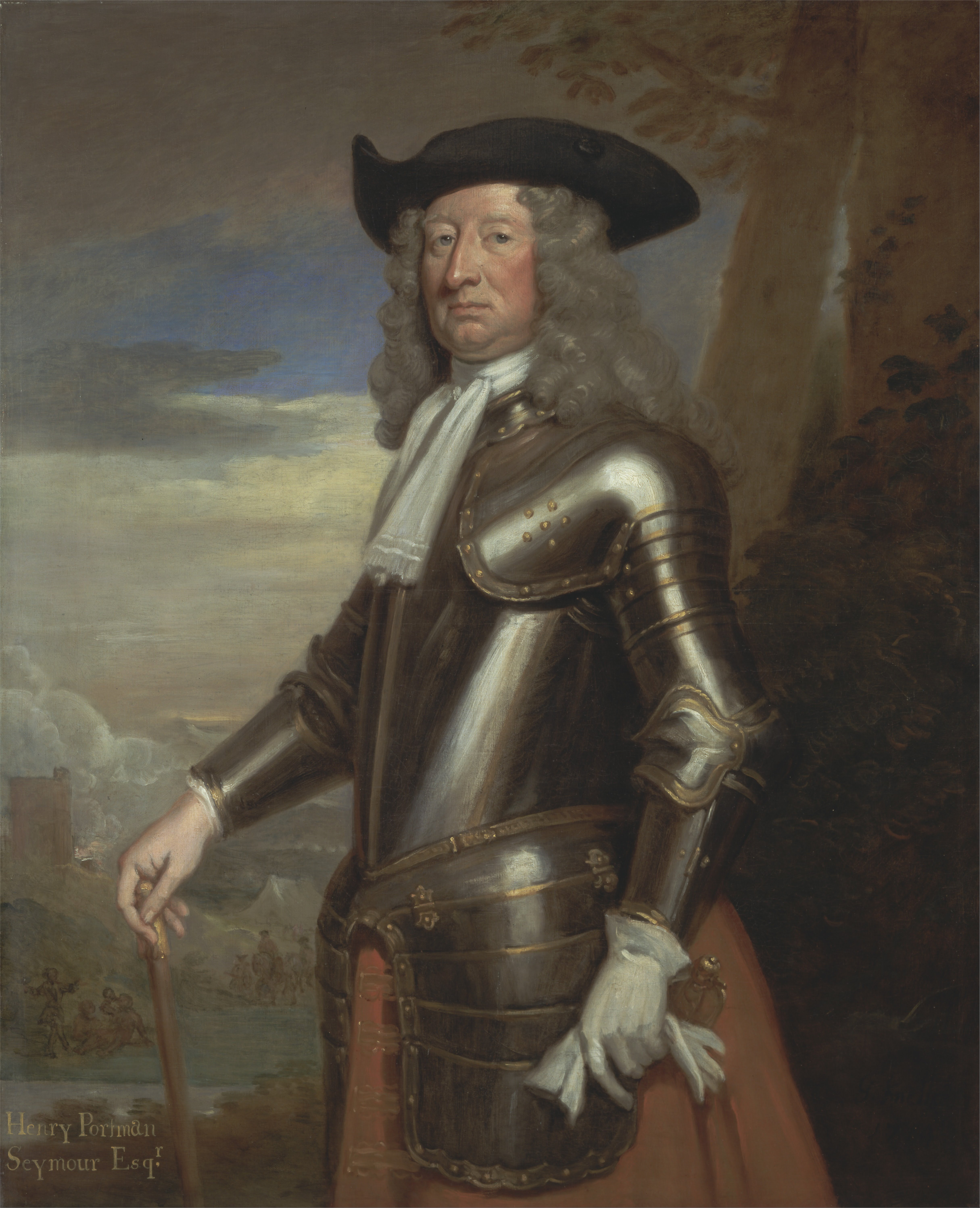
Henry Portman Seymour (1714, Yale Center for British Art, New Haven, Connecticut)
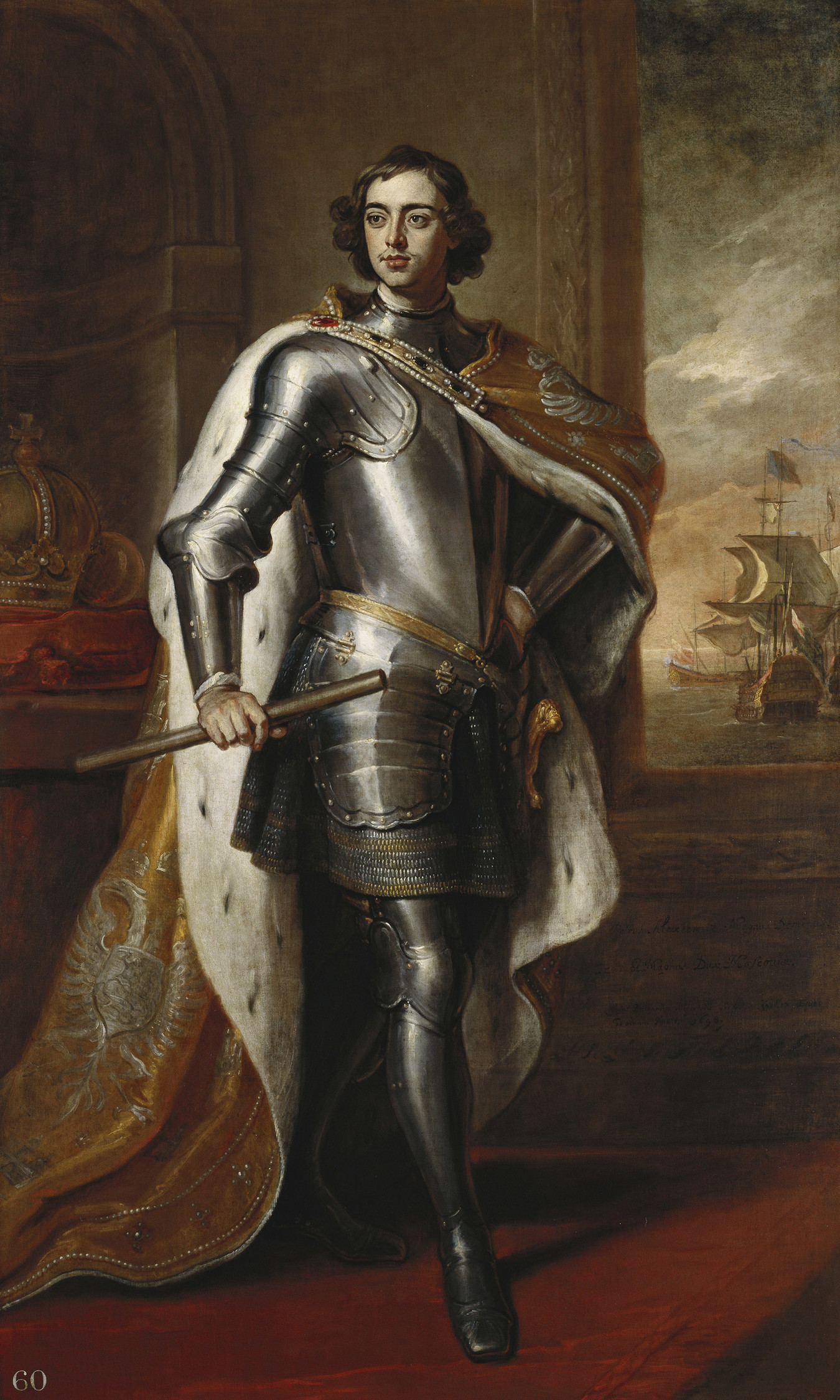
Retrat de Pere I (1698, oli sobre tela, Royal Collection)
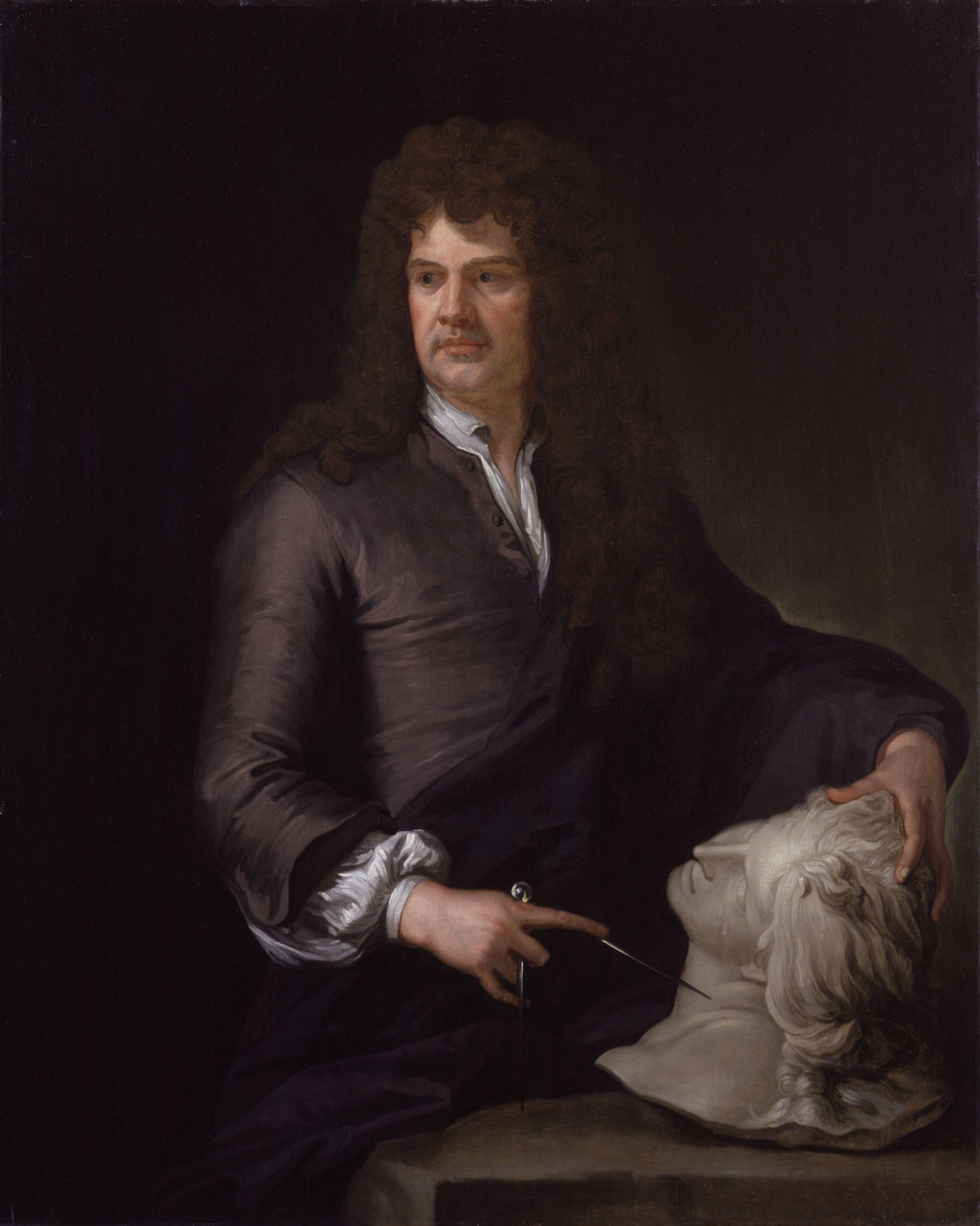
Grinling Gibbons (cap al 1690, National Portrait Gallery, Londres)
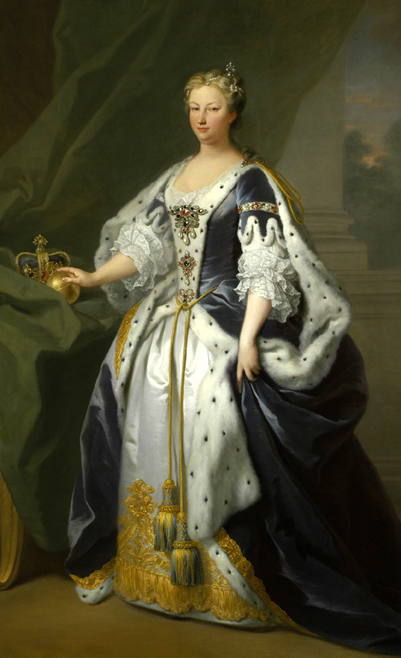
Queen Caroline of Ansbach
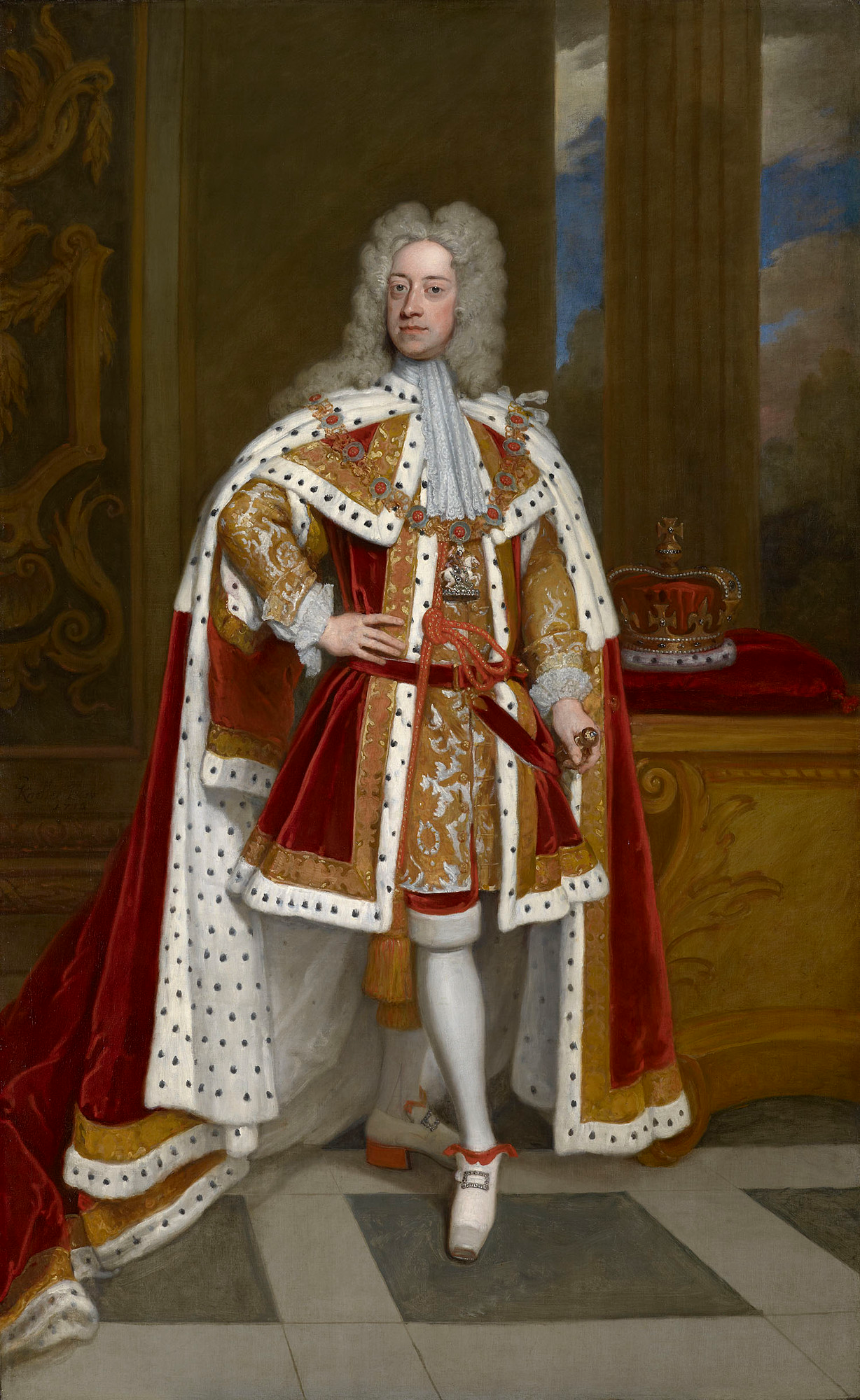
George II (1683-1760) when Prince of Wales (1716, oli sobre llenç, 239'2 × 147'7 cm, Castell de Windsor)
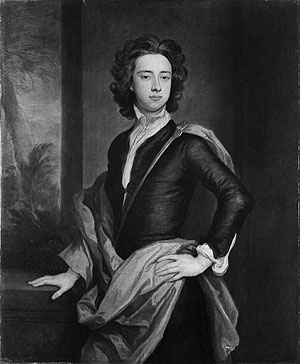
Charles Beauclerk, Duke of St. Albans (cap al 1690)
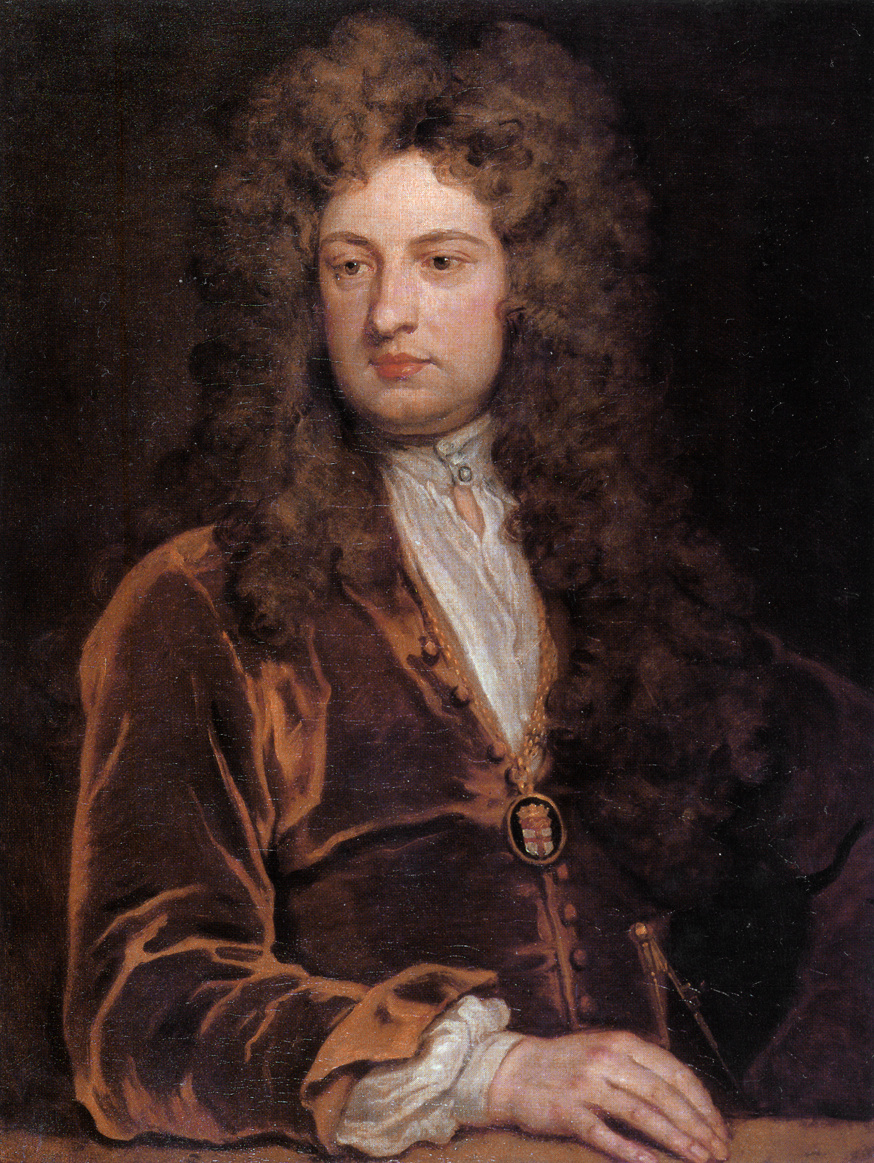
Retrat de John Vanbrugh (1704-1710, oli sobre tela, National Portrait Gallery, Londres)
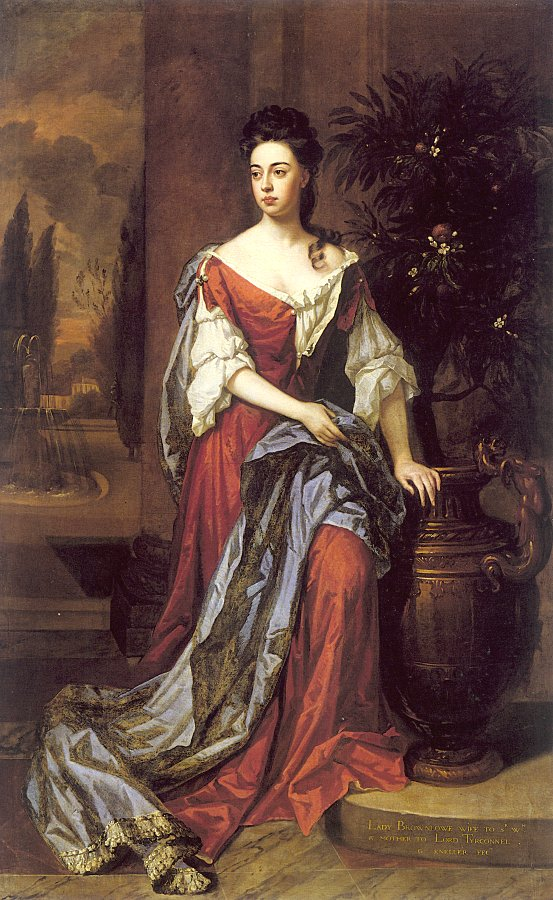
Dorothy Mason, Lady Brownlow (1680s-1690s)
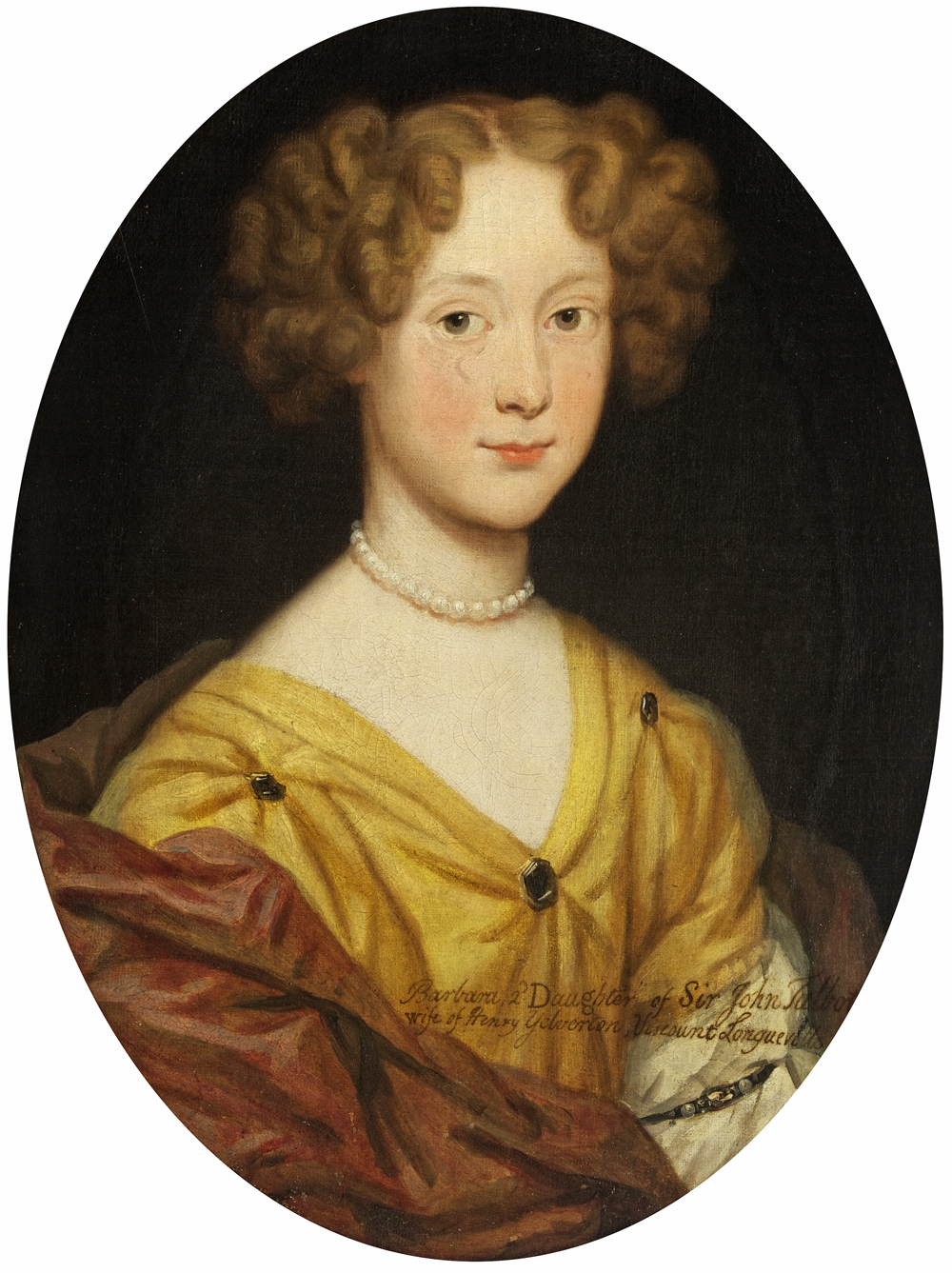
Retrat de Barbara Talbot (1677, Museu Fox Talbot, Abadia de Lacock, Wiltshire, Anglaterra)
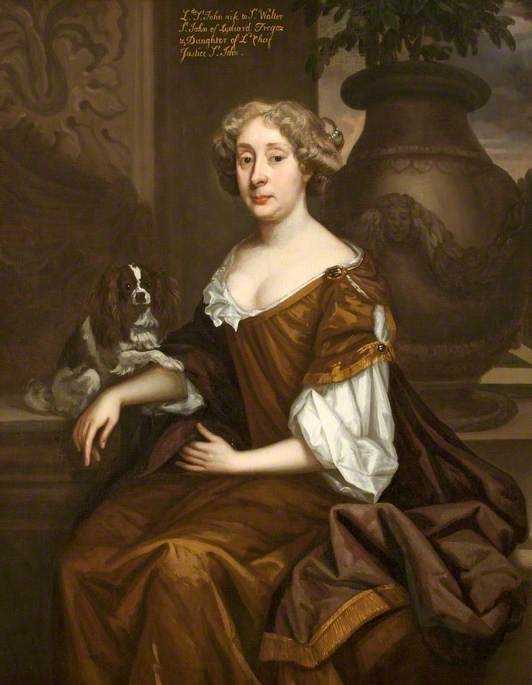
Retrat de Johanna St John (oli sobre tela, Lydiard House, Swindon, Wiltshire, Anglaterra)
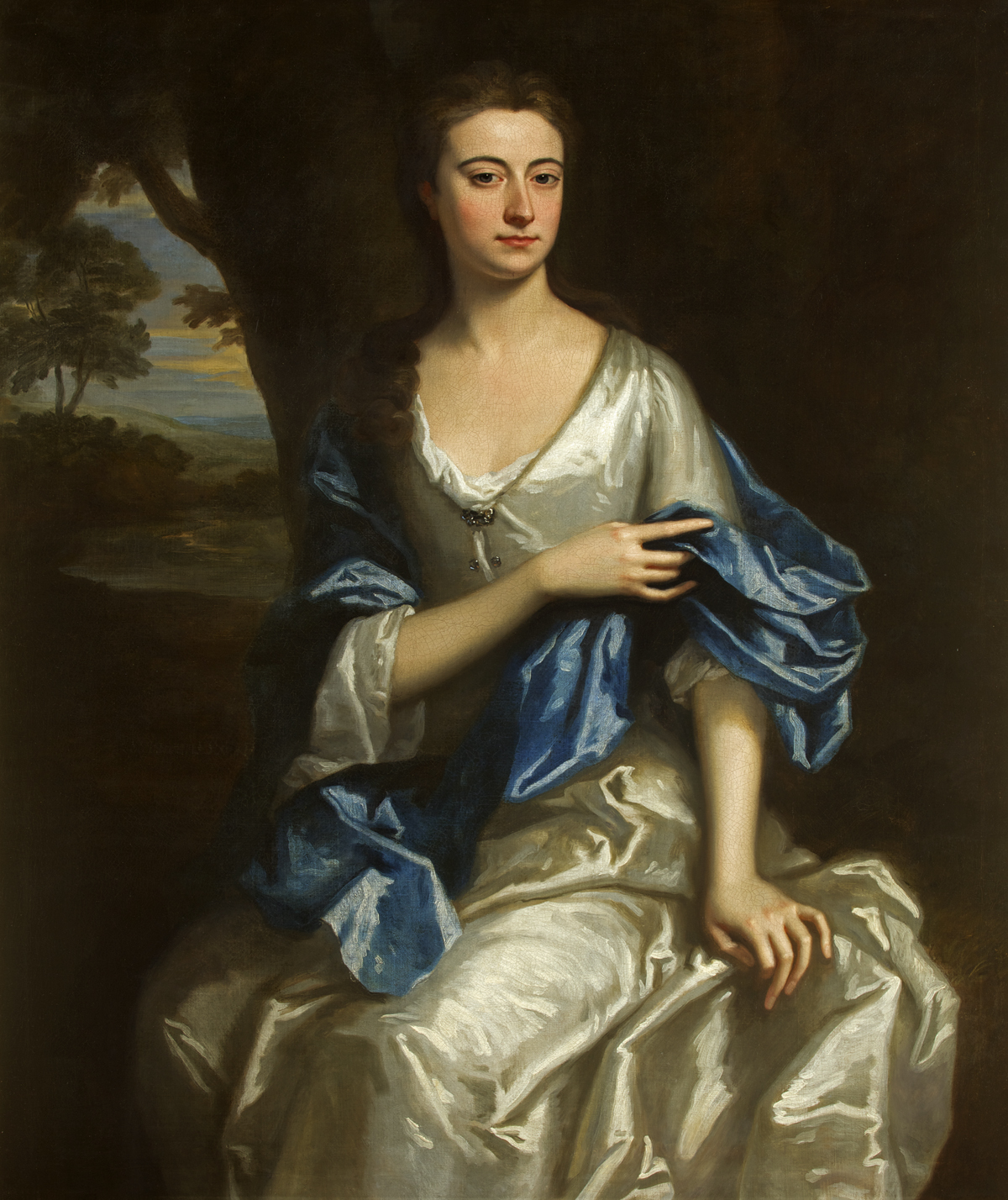
Martha Vaughan (cap al 1700, oli sobre tela, Tredegar House, Newport, Gal·les)
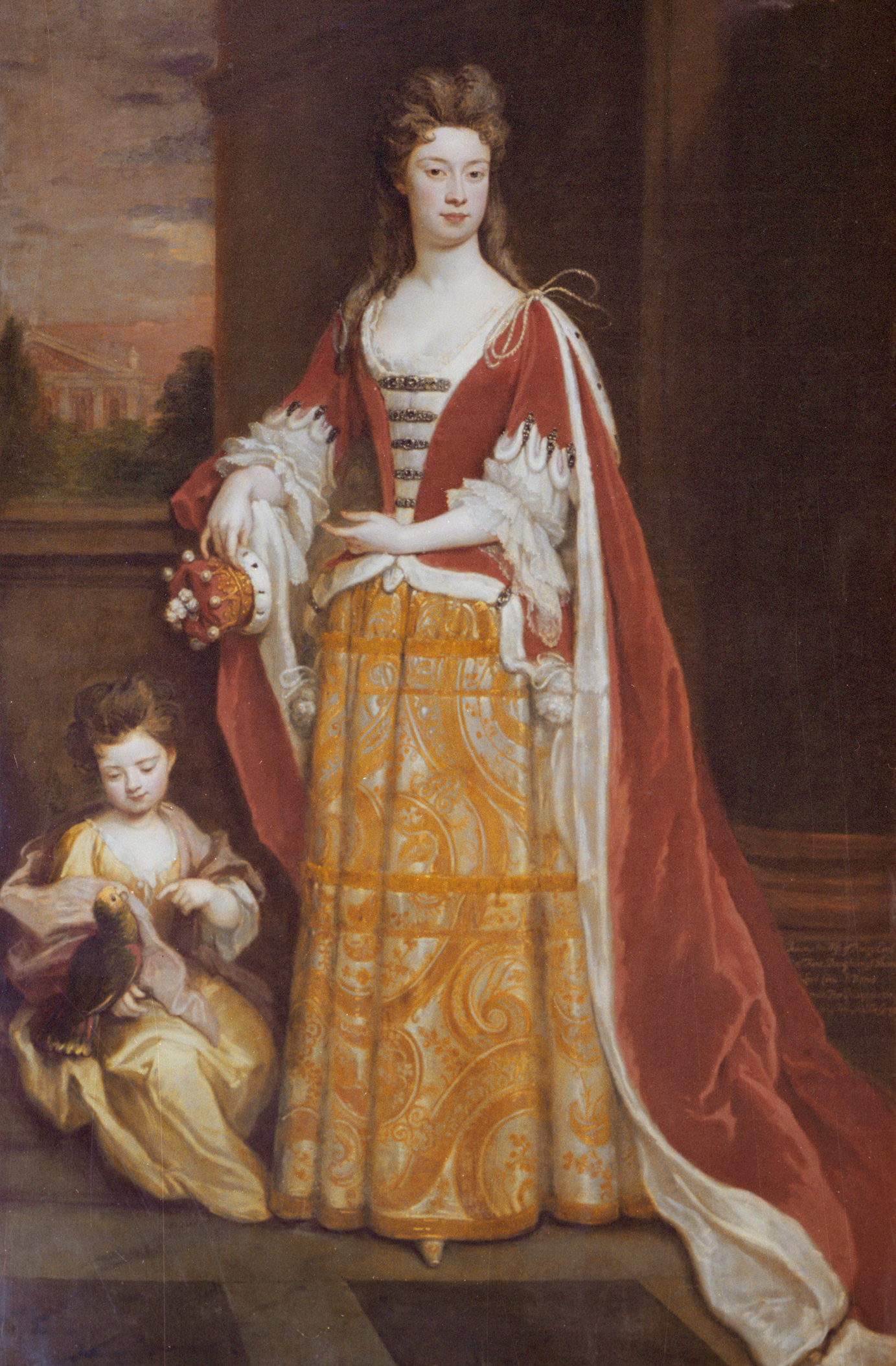
Retrat de Jemima Crew, comtessa de Kent (1705, oli sobre tela, Wrest Park, Silsoe, Bedfordshire, Anglaterra)